# 2012년 전국장애학생체육대회
제6회 전국장애학생체육대회는 2012년 5월 1일부터 5월 4일까지 대한민국 경기도에서 열렸다.

## 개요
- 대회명칭 : 제6회 전국장애학생체육대회
- 개최기간 : 2012년 5월 1일 ~ 2012년 5월 4일
- 개최지 : 경기도
- 구호 : 함께 뛰는 땀방울, 자신감의 꽃망울
- 참가인원 : 2,710명 (선수 1,615명, 임원 및 보호자 1,095명)
- 종별 : 초등학교부, 중학교부, 고등학교부에 재학 중인 전 장애인
- 마스코트 : 생명이와 태양이

## 종목

### 정식종목
| - 골볼 - 보치아 - 수영 - 육상 - 탁구 - 농구 - 디스크골프 - 배구 - 배드민턴 - 볼링 - 역도 - 실내조정 - 축구 | - 플로어볼 - e-스포츠 |

## 경기장
| 종목     | 소재지 | 경기장                      | 종별     | 세부종목 | 비고 |
| -------- | ------ | --------------------------- | -------- | -------- | ---- |
| 골볼     | 부천시 | 송내사회체육관              | 시각장애 |          |      |
| 농구     | 고양시 | 고양체육관                  | 지적장애 |          |      |
| 배구     | 고양시 | 고양시재활스포츠센터        |          |          |      |
| 배드민턴 | 수원시 | 만석공원 배드민턴전용경기장 |          |          |      |
| 보치아   | 고양시 | 고양어울림누리 다목적체육관 |          |          |      |
| 볼링     | 성남시 | 탄천스포츠센터 볼링장       |          |          |      |
| 수영     | 고양시 | 고양체육관 수영장           |          |          |      |
| 실내조정 | 수원시 | 수원실내체육관 보조경기장   |          |          |      |
| 역도     | 평택시 | 이충문화체육센터            |          |          |      |
| 육상     | 고양시 | 고양종합운동장              |          |          |      |
| 축구     | 수원시 | 수원월드컵경기장 보조경기장 | 지적장애 |          |      |
| 탁구     | 부천시 | 부천체육관                  |          |          |      |
| e-스포츠 | 성남시 | 성남실내체육관              |          |          |      |